# Dowiaciszki
Dowiaciszki (dodatkowa nazwa w j. litewskim Dievetiškė) – osada w Polsce położona w województwie podlaskim, w powiecie sejneńskim, w gminie Puńsk.
W latach 1975–1998 miejscowość administracyjnie należała do województwa suwalskiego.

## Zabytki
Do rejestru zabytków Narodowego Instytutu Dziedzictwa wpisane są następujące obiekty:
- park dworski, 2. połowa XIX w. (nr rej.: 433 z 12.11.1985)